# Charlotte-Amélie de Hesse-Philippsthal
Charlotte-Amélie de Hesse-Philippsthal (11 août 1730, Philippsthal – 7 septembre 1801, Meiningen), est duchesse et régente de 1763 à 1782 de la Saxe-Meiningen.

## Biographie
Charlotte-Amélie est une fille du landgrave Charles Ier de Hesse-Philippsthal duc de Hesse-Philippsthal et son épouse, la princesse Caroline-Christine de Saxe-Eisenach. En 1750, quand elle avait 20 ans, elle s'est mariée avec le duc Antoine-Ulrich de Saxe-Meiningen, âgé de 63 ans, à qui elle a donné huit enfants.
Le duc stipule dans son testament que Charlotte-Amélie serait le seul tuteur de leur fils et régente de Saxe-Meiningen. Anton Ulrich s'était installé à Francfort, loin des querelles familiales, et y vécut avec sa famille. Après la mort de son mari, elle a d'abord rendu à Philippsthal attendre la décision impériale confirmant sa nomination comme tuteur et régente.
Quand elle a pris la régence, en 1763, le pays est financièrement et économiquement ruiné. Avec de strictes mesures d'austérité et les réformes, la reconstruction économique et la promotion de la vie spirituelle, elle est considérée comme le "sauveur du Duché". La nomination de nouveaux ministres, comme Adolphe Gottlieb von Eyben, a permis au gouvernement central de fonctionner efficacement à nouveau en un an. Avec un système sophistiqué d'épargne et d'analyse financière, elle a attiré l'attention de l'Empereur Joseph II, qui l'a nommée comme Directeur de la Commission pour sauver les finances du Duché de Saxe-Hildburghausen, très endetté.
Quand son fils Charles a atteint sa majorité, elle a régné conjointement avec lui de 1775 à 1782, puis avec son autre fils George encore mineur.
Son règne a été marqué par l'arrivée de l'absolutisme éclairé en Saxe-Meiningen; et elle incita son fils à poursuivre cette politique. Elle a fondé la loge Maçonnique Charlotte zu den drei Nelken ("Charlotte et les trois œillets"). Selon ses dernières volontés, elle n'a pas été enterrée dans la crypte royale, mais dans le cimetière de la ville.

## Famille
Charlotte-Amélie a eu 8 enfants de son mariage :
- Charlotte de Saxe-Meiningen (1751-1827), en 1769 elle épousa Ernest II de Saxe-Gotha-Altenbourg (mort en 1804)
- Louise de Saxe-Meiningen (1752-1805), en 1781 elle épousa le landgrave Adophe de Hesse-Philippsthal-Barchfeld (mort en 1803)
- Élisabeth de Saxe-Meiningen (1753-1754)
- Charles de Saxe-Meiningen, duc de Saxe-Meiningen (1754-1782), en 1780 il épousa Louise de Stolberg (1764-1834), fille de Christian von Stolberg
- Frédéric de Saxe-Meiningen (1756-1761)
- Frédéric de Saxe-Meiningen (1757-1758)
- Georges Ier de Saxe-Meiningen, duc de Saxe-Meiningen
- Amélie de Saxe-Meiningen (1762-1798), en 1783 elle épousa Henri de Carolath (mort en 1817)